# أعمال القديسين

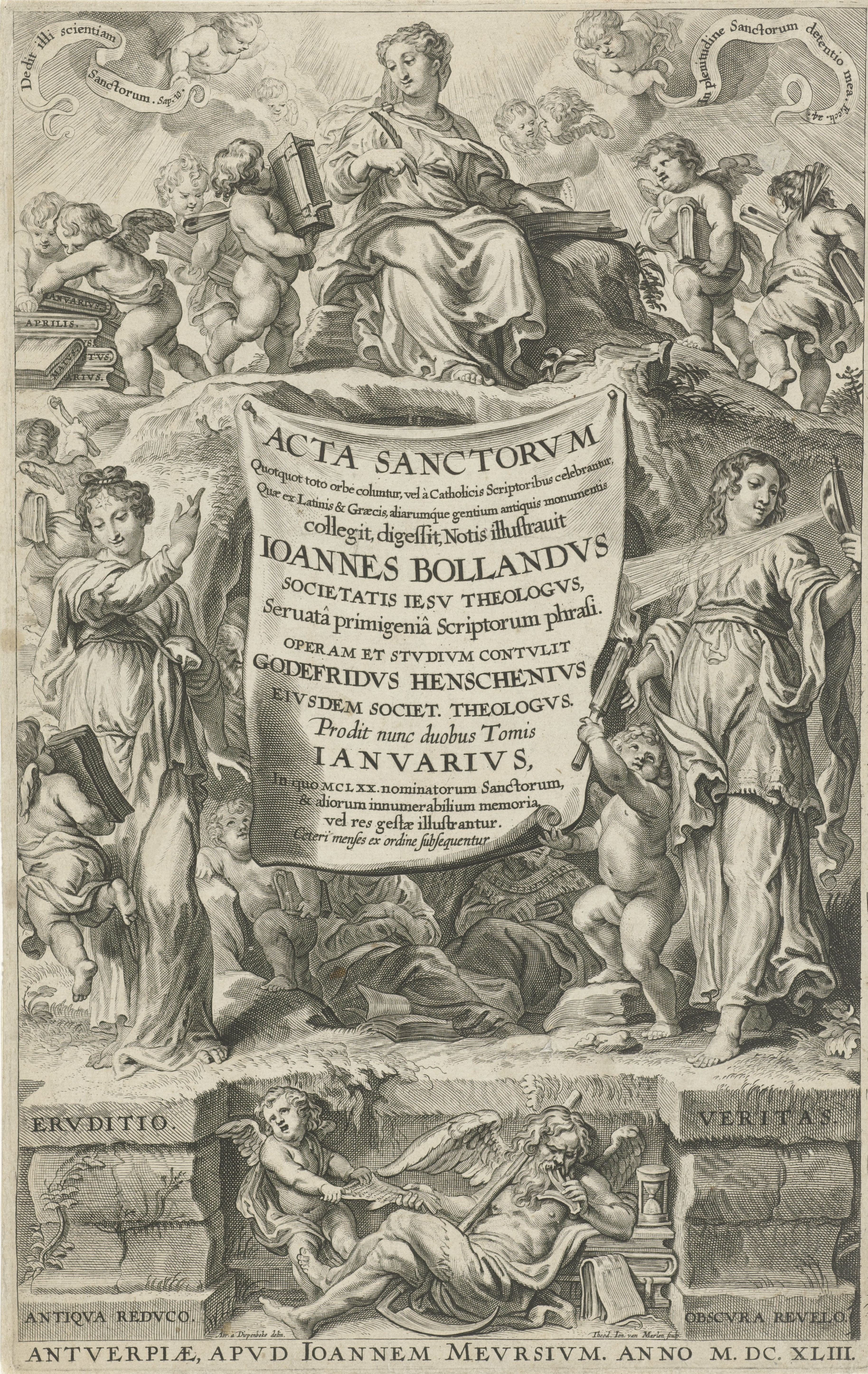
أعمال القديسين مجلد يناير/كانون الثاني، نُشر عام 1643

أعمال القديسين هو نص موسوعي في 68 مجلدًا من الوثائق التي تبحث في حياة القديسين المسيحيين، وهي في الأساس سيرة قديسة نقدية، نظمتها أيام أعياد القديسين. صمم المشروع وبدءه اليسوعي هريبرت روزويد. بعد وفاته عام 1629، واصل العالم اليسوعي جان بُولند (1596 – 1665) العمل، الذي انتهى منه تدريجيًا على مر القرون أتباعُه.